# Barbus apleurogramma
Barbus apleurogramma е вид лъчеперка от семейство Шаранови (Cyprinidae). Видът не е застрашен от изчезване.

## Разпространение
Разпространен е в Бурунди, Кения, Руанда и Танзания.

## Описание
На дължина достигат до 5,5 cm.